# Uropterygius genie
Uropterygius genie is een straalvinnige vissensoort uit de familie van murenen (Muraenidae). De wetenschappelijke naam van de soort is voor het eerst geldig gepubliceerd in 1995 door Randall & Golani.